# Barcarolle op. 71 de Bonis
La Barcarolle, op. 71, est une œuvre de Mel Bonis, datant de 1906.

## Composition
Mel Bonis compose sa Barcarolle pour piano en mi bémol majeur en 1906. L'œuvre est dédiée à Gabrielle Monchablon. Elle a été publiée en 1906 par les Éditions Demets, puis rééditée en 2004 par les éditions Furore.

## Analyse
Pour Christine Géliot, la première partie chante la barcarolle dans une mesure à 
 où la main droite chante la mélodie du gondolier. L'accompagnement comprend une grande richesse harmonique, le rubato et des mouvements « avec élan ». La seconde idée est proche de la première mais dans une ambiance plus calme et en la séparant en deux voix. L'idée est encore déclinée, jusqu'à atteindre le climax dans un mouvement vivo, avant une descente virtuose et une transition pianistique à la manière de Franz Liszt ou  Frédéric Chopin. La deuxième partie, en la majeur, quitte le rythme ternaire du 
, produisant un dépaysement. L'andantino puis le lent crescendo permettent d'opérer la modulation nécessaire au retour du premier thème. Ce retour mène à de nouveaux développements. Pour finir, la coda, brève, vivo et pianissimo, est surprenante.
Pour François de Médicis, la Barcarolle a une parenté avec l'écriture de Gabriel Fauré, mais aussi de Claude Debussy. Selon lui, les mesures 10 à 12 évoquent les mesures 27 et 28 de la Rêverie de Debussy, tandis que le motif de la mesure 12 rappelle un des motifs de La Damoiselle élue. Mel Bonis reste attachée aux fonctions tonales : son chromatisme mélodique ne remet pas en cause les piliers de l’harmonie traditionnelle. Elle introduit des modulations dans des tons éloignés et des couleurs originales, comme l’accord de septième majeure au tout début de la pièce.

## Réception
L'œuvre est donnée en concert le 22 mai 1906, à la salle Berlioz, avec notamment son Quatuor avec piano no 1, ses Variations pour deux pianos, sa Pavane et sa Sarabande. L'œuvre est interprétée par Gabrielle Monchablon elle-même.
L'œuvre est redonnée le 31 mai 1910 à la salle Érard, à Paris, toujours par Gabrielle Monchablon. Le concert est organisé par cette dernière et son époux Louis Fleury. L'œuvre est jugée « savoureuse » par Le Guide musical.

## Éditions disponibles
- Barcarolle, éd. Demets, 1906 ;
- Œuvres pour piano, volume 4, pièces de concert, éd. Furore, 2004.

## Discographie
- Pièces pour piano, Luba Timofeyeva (piano), Voice of lyrics, 1998
- Piano works, Veerle Peeters (piano), Etcetera Records, 2010
- Myriam Barbaux-Cohen (piano) et Mel Bonis, Mémoires d'une femme, Ars Produktion, janvier 2022. (EAN 4260052383490)
- Mel Bonis, pour le piano, Rok Palcic (piano), ZKP RTVSLO, 2022
- Mel Bonis, femmes de légende, Diana Sahakyan, Kaleidos Musikeditionen, 2022